# Cephaloscyllium umbratile
Cephaloscyllium umbratile är en hajart som beskrevs av Jordan och Fowler 1903. Cephaloscyllium umbratile ingår i släktet Cephaloscyllium och familjen rödhajar. IUCN kategoriserar arten globalt som otillräckligt studerad. Inga underarter finns listade i Catalogue of Life.